# Стивенс, Стив
Стив Стивенс (при рождении Стив Брюс Шнайдер, англ. Steven Bruce Schneider; род. 5 мая 1959, Бруклин, Нью-Йорк) — американский гитарист и автор-исполнитель. Наиболее известен как гитарист в группе Билли Айдола, а также у Майкла Джексона и Винса Нила, в меньшей степени — по его собственному творчеству — группах Atomic Playboys и Flamenco a Go-Go. Кроме этого, он сотрудничал с группой Bozzio Levin Stevens и участвовал в различных музыкальных проектах в качестве сессионного гитариста — одним из ярких примеров является песня «Pistolero» группы Juno Reactor, где он сыграл на испанской гитаре. Также Стивенс ведёт собственное шоу Married to Rock вместе со своей женой Джози Стивенс.
Был удостоен премии «Грэмми» в номинации «Лучшее инструментальное поп-исполнение» за композицию «Top Gun Anthem» для кинофильма «Лучший стрелок».

## Биография
Вырос в Квинсе, начал играть на гитаре в 7 лет. Участвовал в записи сольного альбома Питера Крисса (Kiss) Let Me Rock You. Начал успешное сотрудничество с Билли Айдолом; в период работы над альбомом Whiplash Smile сотрудничал с Гарольдом Фальтермайером над саундтреком к фильму «Лучший стрелок», главная тема которого, «Top Gun Anthem», выиграла премию Грэмми в номинации «Лучшее инструментальное поп-исполнение» в 1987 году. В том же году Стивенс прекращает сотрудничество с Айдолом (склонявшемуся к более синтезаторному саунду); несмотря на ужесточавшуюся на тот момент наркозависимость и деспотичность Билли, расставание прошло мирно и «двери оставались открытыми». После ряда сольных проектов и участий в различных супергруппах Стивенс воссоединился с Айдолом на концерте в Лас-Вегасе в 1999 году.

## Дискография

### Сольные альбомы
- The Guitar World According to Steve Stevens (1986 компакт-кассета в дополнение к музыкальному журналу Guitar World)
- Atomic Playboys (1989)
- Akai Guitar Sample Collection (1994)
- Flamenco a Go-Go (1999)
- Memory Crash on Magna Carta Records (2008)

### Темы к фильмам
- «Top Gun Anthem», Лучший стрелок (1986)
- «Speed», Скорость (1994)

### Вместе с Билли Айдолом
- Billy Idol (1982)
- Rebel Yell (1983)
- Whiplash Smile (1986)
- Vital Idol (1987)
- Idol Songs: 11 of the Best (1988)
- Greatest Hits (2001)
- VH1 Storytellers (2002)
- Devil’s Playground (2005)
- The Very Best of Billy Idol: Idolize Yourself (2008)
- Kings & Queens of the Underground (2014)
- BFI Live! (2016)

### Вместе с Майклом Джексоном
- Bad (1987) («Dirty Diana»)

### Вместе с Винсом Нилом
- Exposed (1993)

### Вместе с группой Jerusalem Slim
- Jerusalem Slim (1992)

### Вместе с группой Bozzio Levin Stevens
- Black Light Syndrome (1997)
- Situation Dangerous (2000)

### Вместе с Себастьяном Бахом
- Give 'Em Hell (2014)

### Вместе с Робертом Палмером
- Don’t Explain (1990)